# Lista de condados da Virgínia Ocidental

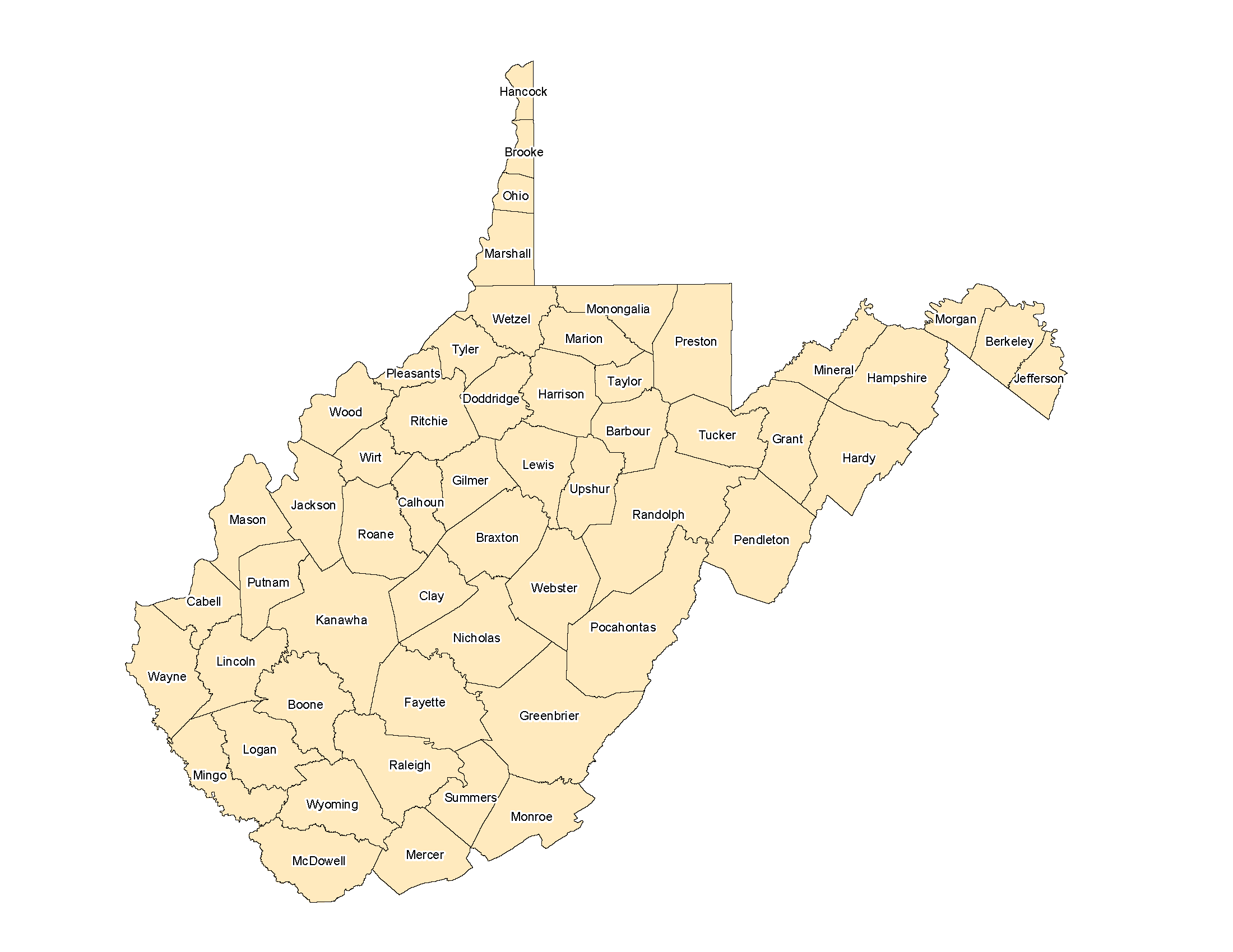
Condados da Virgínia Ocidental

A seguir, estão listados os 55 condados da Virgínia Ocidental.
| - Barbour - Berkeley - Boone - Braxton - Brooke - Cabell - Calhoun - Clay - Doddridge - Fayette - Gilmer | - Grant - Greenbrier - Hampshire - Hancock - Hardy - Harrison - Jackson - Jefferson - Kanawha - Lewis - Lincoln | - Logan - Marion - Marshall - Mason - McDowell - Mercer - Mineral - Mingo - Monongalia - Monroe - Morgan | - Nicholas - Ohio - Pendleton - Pleasants - Pocahontas - Preston - Putnam - Raleigh - Randolph - Ritchie - Roane | - Summers - Taylor - Tucker - Tyler - Upshur - Wayne - Webster - Wetzel - Wirt - Wood - Wyoming |